# Barranc dels Caubetons
El barranc dels Caubetons és un barranc del terme actual de Tremp, del Pallars Jussà i de l'antic d'Espluga de Serra, a l'Alta Ribagorça, situat a la vall del barranc de Miralles, al sud de la Serra de Sant Gervàs.
Es forma en els vessants de ponent de lo Tossal, al Clot de Llena, des d'on davalla cap al nord-oest per anar a parar al barranc de Miralles per l'esquerra, a l'Obaga de Miralles. En el tram final, rep l'afluència per l'esquerra del barranc dels Pous, format anteriorment pel barranc de la Cervereta i el de la Rourera de Damunt.